# 環流丘
環流丘，又稱離堆丘、離堆山，是描述地形的一種地理學名詞；指河流在發育過程中所形成的曲流地形，使得在河道的轉折處會在兩側產生一側為堆積坡、一側為攻擊坡，河流的侵蝕營力會隨著時間往攻擊坡方向不斷側向侵蝕，當河流的掘鑿作用逐漸使曲流的幅度變大時會產生曲流頸，最終被河流給貫穿其地形，這樣的截彎取直就會對曲流中心給包圍，面臨新河道有水流通過、舊河道有殘存河跡的現象，曲流中心如此地演變成為一座「殘丘」，這座殘丘即稱為環流丘。簡單而言，就是受新舊河道包圍的山頭，但不一定是受有水流的河道所包圍。
然而，地理學界往往為了便於考證，尤其是在古地理學方面，會將不在於現存河道有水流通過的環流丘也套用此稱。這主要是因為，考證當地的地形是否在歷史上曾經有河流通過，藉河道遺跡或從環流丘的特徵去加以辨識、推估。通常環流丘的外觀不一定是呈規則的圓錐狀，位置也不一定只出現在河流上，端視各種變化因子而改變。因此，環流丘在外觀上是多樣的，有的是呈船狀、有的是呈島狀；在位置上，環流丘也可能受回春作用或抬升作用，環流丘被遺留在上方的台地或河階上，這種現象即稱為「高位環流丘」或「高峻環流丘」；又或者受到斷層作用而被移動位置，但也可能當地河流已有環流丘，後來沒了水流或河流改道，環流丘仍存在於河道上。